# Vergiss Amerika
Vergiss Amerika ist ein deutscher Spielfilm von Vanessa Jopp aus dem Jahr 2000. Marek Harloff, Roman Knižka und Franziska Petri sind in den Hauptrollen besetzt. Die Premiere fand am 26. Juni 2000 auf dem Filmfest München statt. Seine Kino-Uraufführung hatte der Film am 9. November 2000.

## Handlung
Die beiden Freunde David und Benno aus dem ostdeutschen Aschleben (fiktiv) verlieben in das Mädchen Anna, die aber den adretten Benno präferiert. Aber dennoch leben sie offen eine Dreiecksfreundschaft. Die drei Freunde haben Träume, die ihn allerdings aus unterschiedlichen Gründen verwehrt bleiben. David will Fotograf werden, als sein Vater einen schweren Unfall erleidet, muss er sich um ihn kümmern. Benno erfüllt sich seinen Traum und macht ein Geschäft mit amerikanischen Autos auf, verkauft aber über Monate hinweg kein einziges Fahrzeug. Anna will Schauspielerin werden, absolviert eine Schauspielausbildung in Berlin, aber erhält keine Engagements und synchronisiert trashige Fernsehserien.

## Produktionsnotizen
Die Dreharbeiten für Vergiss Amerika erstreckten sich vom 24. August 1999 bis zum 10. Oktober 1999 und fanden in Sachsen-Anhalt sowie weiterer Umgebung statt. Für die Produktion zeichnete die Avista Film München und die Starhaus Filmproduktion unter Federführung von Produzent Herbert Rimbach für den Westdeutschen Rundfunk verantwortlich. Im Film findet das Lied A Horse with No Name der Folk-Rock-Band America als Soundtrack Verwendung. Am 4. September 2001 erschien der Film auf VHS und DVD bei der Studiocanal GmbH, wo als Bonusmaterial auch das Musikvideo von A Horse with No Name enthalten ist.